# محمد ضيف الله القحص
محمد ضيف الله القحص العنزي ، (1919 - 23 مايو 2004)  ، نائب سابق في مجلس الأمة الكويتي.

## نبذة
- أحد الأعضاء المؤسسين لجمعية الجهراء التعاونية.[1]
- حصل على عضوية مجلس الأمة الكويتي ثلاثة مرات في أعوام 1971 و 1975 و 1981.[1]
- هو من الثلاثين شخص الذي اختارهم الشيخ جابر الأحمد الصباح بعام 1980 في لجنة تنقيح الدستور بعد حل مجلس الأمة الكويتي عام 1976.[2]